# インディア・アリー
インディア・アリー（英語: India Arie、本名: インディア・アリー・シンプソン、1975年10月3日 - ）は、アメリカ合衆国コロラド州デンバー出身の女性音楽家、シンガーソングライター、音楽プロデューサーである。
アルバムの総売り上げは、アメリカ国内で330万枚以上、全世界で1,000万枚を超える。グラミー賞には、ベストR&Bアルバム賞を含む23回ノミネートされ、4回受賞している。
なお、資料によっては「インディア.アリー (India.Arie)」と表記されているものも存在する。

## ディスコグラフィ

### スタジオ・アルバム
- 『アコースティック・ソウル』 - Acoustic Soul (2001年)
- 『インディアへの旅』 - Voyage to India (2002年) ※第45回グラミー賞受賞（最優秀R&Bアルバム、最優秀アーバン/オルタナティヴ・パフォーマンス）
- 『テスティモニー：VOL.1, ライフ&リレーションシップ』 - Testimony: Vol. 1, Life & Relationship (2006年)
- 『テスティモニー：VOL.2, ラヴ&ポリティクス』 - Testimony: Vol. 2, Love & Politics (2009年)
- Songversation (2013年)[5]
- Christmas with Friends (2015年)
- SongVersation: Medicine – EP (2017年) ※EP
- Worthy (2019年)

### シングル
- "Video" (2001年)
- 「ブラウン・スキン」 - "Brown Skin" (2001年)
- "Strength, Courage & Wisdom" (2001年)
- "Ready for Love" (2001年)
- "Little Things" (2002年)
- "Can I Walk with You" (2003年)
- "The Truth" (2003年)
- "Get It Together" (2003年)
- "Purify Me" (2005年)
- "I Am Not My Hair" (2006年) ※featuring エイコン
- "The Heart of the Matter" (2006年)
- "There's Hope" (2006年)
- "Beautiful Flower" (2007年)
- "Chocolate High" (2008年) ※featuring ミュージック・ソウルチャイルド
- "Therapy" (2009年) ※featuring Gramps Morgan
- "He Heals Me" (2009年)
- "6th Avenue" (2012年)
- "Cocoa Butter" (2013年)